# Agence de coopération des régulateurs de l'énergie
Pour les articles homonymes, voir ACER.
L’Agence de coopération des régulateurs de l’énergie, dont l'acronyme est ACER, est une agence de l'Union européenne opérationnelle depuis le 3 mars 2011 qui traite de questions relatives à l'énergie d'importance européenne ou transfrontalière et assure la coordination des agences nationales de régulation de l'énergie. 
Depuis juillet 2013, l'Agence doit mettre en place la « Plate-forme centrale pour la transparence des informations sur l'électricité » prévue par un règlement européen.

## Création et compétences
L'ACER est instituée par le règlement no 713/2009 du 13 juillet 2009.
Dotée de la personnalité juridique, elle émet des avis et participe à la création des « codes de réseau » qui régissent la fourniture et la gestion d’un accès transfrontalier effectif et transparent aux réseaux d'électricité et de gaz. Elle peut également prendre des décisions concernant les infrastructures transfrontalières, y compris des dérogations à certaines dispositions de la réglementation applicable.

## Sources

## Compléments